# Nate McLouth
Nathan Richard McLouth (Muskegon, Míchigan, 28 de octubre de 1981), más conocido como Nate McLouth, es un exjugador profesional estadounidense de béisbol que se desempeñó en la posición de jardinero central en las Grandes Ligas de Béisbol (MLB). Logró obtener un Guante de Oro.

## Carrera
McLouth jugó como profesional cinco temporadas en Pittsburgh Pirates (2005-2009), después pasó a Atlanta Braves (2009-2011), luego regresó a Pittsburgh Pirates (2012), posteriormente se unió a Baltimore Orioles (2012-2013), y finalmente, a Washington Nationals, donde jugó una temporada (2014), y fue el equipo en el que se retiró.

## Premios
Fue galardonado con el Guante de Oro en una oportunidad (2008).